# کیمبرلی (آلاباما)
کیمبرلی (به انگلیسی: Kimberly) شهری در شهرستان جفرسون ایالت آلاباما است که مساحت آن ۱۵٫۱۵ کیلومتر مربع است و در سرشماری سال ۲۰۱۰ میلادی، ۲٬۷۱۱ نفر جمعیت داشته و تراکم جمعیتی آن، ۱۷۸٫۹۴ نفر در هر کیلومتر مربع بوده است.